# Hausübergabepunkt
Ein Hausübergabepunkt (HÜP) ist die Stelle des Kabelübergangs vom Außenerdkabel des Kabelfernsehnetzes auf die Installation innerhalb eines Gebäudes.

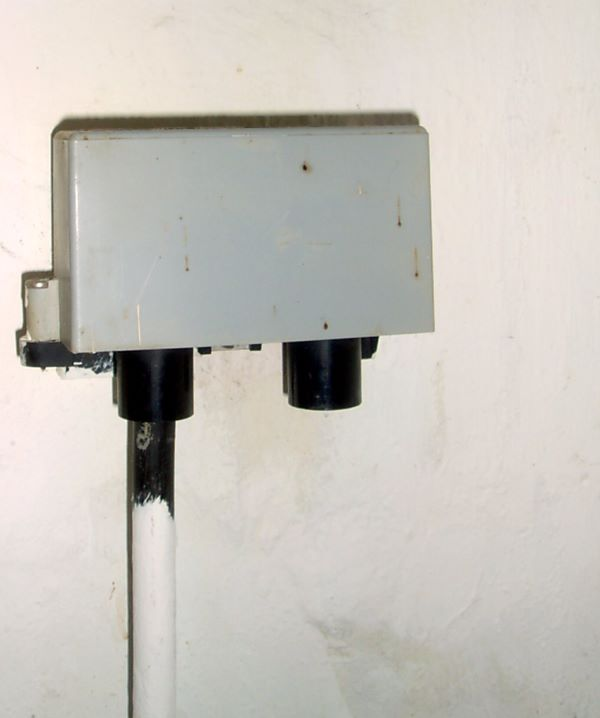
Hausübergabepunkt bis 300 MHz. Baumuster der Deutschen Bundespost 1986.

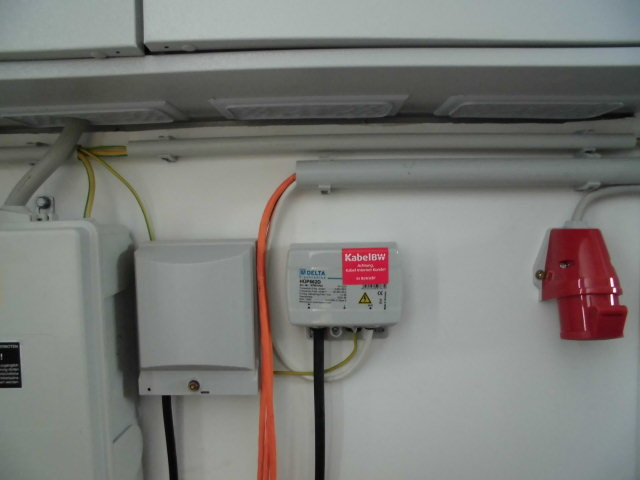
HÜP von Delta geerdet mit 4-mm²-Erdkabel, neuer Typ (Mitte)

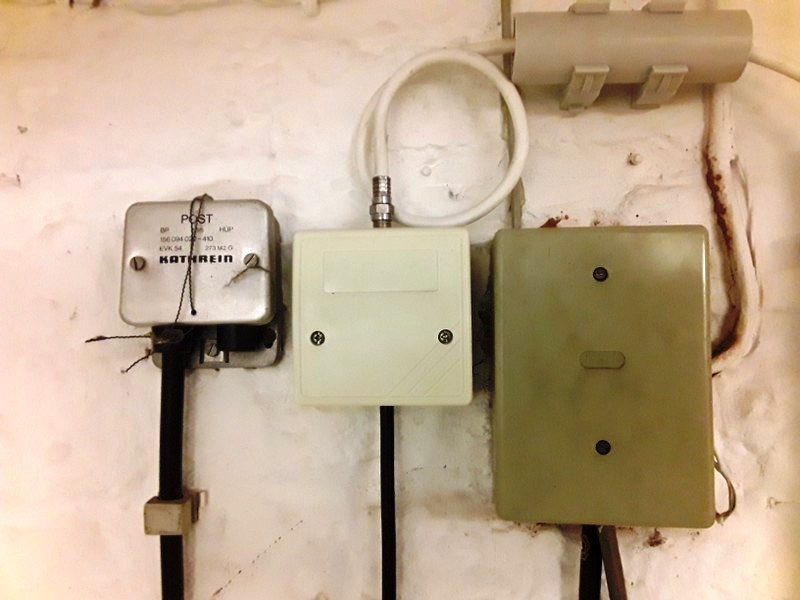
Netzabschluss mit galvanischem Trennglied (Mitte) sowie plombierter HÜP (Links) und APL (Rechts)

## Hintergründe
Der HÜP ist die Abgrenzung zwischen der Netzebene 3 (örtliches Verteilnetz) und der Netzebene 4 (Hausnetz). Er befindet sich oftmals im Keller oder im Hausanschlussraum (bei Neubauten) sowie an der Fassade. Zwischen HÜP und den Antennensteckdosen erstreckt sich das Hausnetz, bestehend aus Koaxialleitungen, Verstärkern, Verzweigern und Verteilern.

## Bauformen und Technik
Bis zur Privatisierung der Deutschen Bundespost wurden die Hausübergabepunkte von der Post oder ihrer beauftragten Unternehmen installiert, seit 1995 von der Deutschen Telekom AG. Mit Ausgliederung der Kabelnetze aus dem Telekom-Konzern im Jahre 1999 werden die Hausübergabepunkte von den nunmehr privaten Kabelnetzbetreibern oder deren Beauftragten installiert. In Firmennetzen oder Gemeinschaftsempfangsanlagen können ebenfalls Hausübergabepunkte installiert sein.
Die ersten Hausübergabepunkte waren bis 300 MHz ausgelegt. Durch Erweiterung der genutzten Kabelfrequenzen wurden Anfang der 1990er Jahre HÜP mit einer Endfrequenz von 450 MHz verbaut. Seit Mitte der 1990er Jahre werden HÜP mit der Endfrequenz von 862 MHz installiert. Damit werden jetzt alle Frequenzbereiche abgedeckt, die für Kabelfernsehen genutzt werden.
Der HÜP besitzt Schraubklemmen zum Anschluss des ankommenden Außenerdkabels und der abgehenden Leitung. Beides sind koaxiale Kupferleiter mit einer Impedanz von 75 Ohm. Der HÜP hat zudem eine oder mehrere IEC-Anschlussbuchsen für Mess- und Prüfzwecke. Sämtliche Anschlüsse eines HÜP sind erst nach Öffnen des Gehäuses zugänglich. Jeder HÜP ist plombierbar. In der Regel sollen nicht benutzte HÜP abgeklemmt und verplombt sein, um das Erschleichen von Dienstleistungen (vgl. § 265a StGB in Deutschland) zu verhindern.

## Erdung
Nach VDE-Vorschriften ist jeder HÜP zu erden. Wenn ein Übergabepunkt nicht geerdet werden kann, wird ein galvanisches Trennglied zwischen dem HÜP und dem Hausanschlussverstärker eingebaut. Es gibt auch kleinere bzw. lokale Kabelfernsehbetreiber die lediglich mit einem galvanischen Trennglied die Netzebene 3 abschließen und somit auf die Installation eines HÜP verzichten. Der Kabelnetzbetreiber Vodafone schreibt bei Installation einer neuen Anlage in der Netzebene 4 hinter dem Hausübergabepunkt immer ein galvanisches Trennglied vor und verzichtet damit auf die Einbindung des HÜP in den Hauspotentialausgleich. Das galvanische Trennglied selbst wird jedoch in Potentialausgleich eingebunden.